# García (Galicien)
García (* 1042; † 22. März 1090) war ein König von Galicien aus dem Haus Jiménez. Er war das jüngste der fünf Kinder des Königs Ferdinand I. von León-Kastilien und der Sancha von León. Seine älteren Geschwister waren Urraca, Sancho II., Elvira und Alfons VI.

## Leben

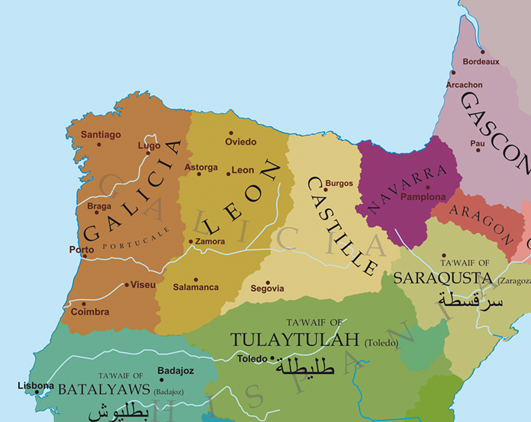
Geopolitische Landkarte des Nordens der Iberischen Halbinsel im späten 11. Jh.

Ferdinand I. hatte vor seinem Tod (1065) eine Teilung seines Herrschaftsterritoriums unter seinen Söhnen vereinbart. Während Sancho II. mit Kastilien und Alfons VI. mit León ausgestattet wurden, erhielt García das Königreich Galicien mit dem tributpflichtigen muslimischen Taifa-Königreich von Badajoz. Zu seinem Königreich gehörte auch die Grafschaft Portugal, die vom Rio Miño bis nach Coimbra reichte. Ihr Graf, Nuno Mendes, erhob sich sofort gegen García, der den Grafen aber im Februar 1071 in der Schlacht von Pedroso töten und Portugal damit wieder unter seine direkte Kontrolle bringen konnte.
García konnte diesen Sieg allerdings nicht lange auskosten, denn nachdem seine Mutter im Jahr 1067 gestorben war, kam es zwischen den drei Brüdern zum Machtkampf um das Gesamterbe ihres Vaters. Im Juni 1071 zog Sancho II. von Burgos aus durch León nach Galicien und zwang den unterlegenen García zur Flucht zum maurischen Taifakönig von Sevilla. Als Sancho überraschend im Herbst 1072 starb, konnte García noch einmal in sein Königreich zurückkehren, wurde aber bereits ein Jahr später von Alfons VI. unter dem Vorwand eines Friedensgesprächs gefangen gesetzt. Auf diese Weise konnte Alfons VI. das Reich des Vaters nun unter seiner Herrschaft wieder vereinen. García starb nach 17 Jahren Gefangenschaft und wurde in der Abtei San Isidoro in León bestattet.